# Fuego (novela de Cashore)
Fuego es una novela de fantasía y ciencia ficción, segunda obra de la escritora Kristin Cashore que continúa la saga de su primera novela, Graceling. Fuego  narra la historia de un joven monstruo de forma humana que es odiado por ser diferente y poseer habilidades sobrenaturales. La novela alcanzó el cuarto puesto en la lista de los libros más vendidos del New York Times y ha conseguido varios premios.

## Argumento
Fuego de Kristin Cashore:
Treinta años antes de que Graceling salvara su reino... Al otro lado de las montañas al este de los Siete Reinos en una tierra rocosa y asediada por la guerra que se llama Dells, Fuego tiene 17 años y es la última monstruo del reino con forma humana. Es preciosa en cuerpo y mente, tiene una cabellera de color rojo brillante que ondea al viento como una llama y comparte el poder de leer la mente y ejercer su influencia silenciosa sobre los humanos con sus congéneres, pero tiene un gran defecto que hace que estos no confíen en ella, la odien, la aparten: sabe distinguir entre el bien y el mal. Cuando la conspiración estalla para derrocar al rey, Fuego deberá elegir entre la fidelidad a los suyos y el amor por un príncipe en cuya cabeza no puede penetrar.

## Participación en Premios
- 2010 - Fuego (Fire) aparece en la lista de los mejores libros para jóvenes de la ALA y ha sido ganador del premio Cybils en la categoría de jóvenes.[2]

### Lista de premios
- 2009 - Mejor libro juvenil según el Publishers Weekly[3]
- 2009 - Mejor libro del año para jóvenes del Washington Post[4]
- 2009 - Mejor libro juvenil según Seattle Times[5]
- 2009 - Mejor libro para la School Library Journal[6]

## Publicación del libro
Inglés
- 2009 - Kristin Cashore, Fire, Gollancz, Reino Unido, ISBN 0-575-08511-8

Español
- 2010 - Kristin Cashore, Fuego, (Mila López Díaz-Guerra, Trad.) Roca Editorial (Random House Mondadori), ISBN 978-84-9918-101-1[7]